# Colique du nourrisson
 Mise en garde médicale
Les coliques du nourrisson constituent une affection bénigne caractérisée par des douleurs violentes et soudaines qui entraînent d'intenses périodes de pleurs.

## Définition
Elles sont définies par des pleurs durant plus de 3 heures par jour, au moins trois jours par semaine pendant au moins trois semaines, chez un nourrisson indemne d'autres maladies et sans autre cause évidente aux pleurs.

## Épidémiologie
Elles sont fréquentes : elles sont présentes chez 12 à 30 % des nourrissons et un avis médical est demandé chez un enfant sur 6. Elles apparaissent vers l'âge de 2 semaines et disparaissent spontanément vers l'âge de 3 ou 4 mois.

## Cause
On ignore les causes des coliques du nourrisson. Une hypothèse stipule qu'elles pourraient être causées par le fait que, jusqu’alors nourri directement via le cordon ombilical et sa circulation sanguine, il aurait très peu fait usage de son tube digestif et de son estomac. Les premiers mois, l'adaptation du système digestif, induite par la digestion, et le développement de la flore intestinale pas nécessairement équilibrée (bactéries probiotiques versus pathogènes), produiraient des douleurs digestives chez le bébé appelées coliques. 
Le rôle de l'anxiété parentale a été évoqué comme possible cause d'exacerbation. Le tabagisme maternel, l'âge de la mère et le fait d'être un premier enfant seraient des facteurs de risque. L'allaitement maternel ou artificiel ne majorerait pas le risque de colique.

## Examen clinique
Il est sans particularité et son rôle est essentiellement d'exclure les autres causes de pleurs.

## Prise en charge
Le changement de lait pour une forme contenant des protéines hydrolysées théoriquement plus digestes (laits dits « hypoallergéniques ») peut améliorer les symptômes par rapport à la poursuite d'un allaitement artificiel à un lait premier âge aux protéines de lait de vache. L'apport de fibres alimentaires n'a pas démontré d'intérêt.
L’efficacité de l'ajout de lactase à l'alimentation du bébé reste controversée. 
Les extraits de fenouil pourraient avoir un certain intérêt mais l'absence d’homogénéisation de la composition peut comporter des risques chez le nourrisson. Les massages peuvent avoir un effet positif. Ces techniques ont cependant un niveau de preuve faible.
Plusieurs essais de probiotiques ont pu démontrer une amélioration des symptômes.
La chiropraxie et l'acupuncture n'ont pas d'intérêt démontré.
Des interventions comportementales destinées à réduire l'anxiété maternelle pourraient réduire la survenue de colique de son nourrisson.